# Río Lloncochaigua
El río Lloncochaigua es un curso natural de agua que nace en las lagunas Navidad y Gaviotas, a 365 m s. n. m. y desemboca en el Fiordo Comau, al lado del poblado de Huinay. Pertenece a la comuna de Hualaihué, Provincia de Palena, Región de Los Lagos.
Algunos le nombran Loncochalgua, Lloncochaigüe, Loncochaigüe, Lloncochallan, Lloncochagua.: 16 

## Trayecto
El río fluye tras su nacimiento de sur a norte por detrás del cerro Tambor y posteriormente de este a oeste. Poco antes de su desembocadura recibe las aguas del río Huinay, que viene del norte. Su cuenca hidrográfica abarca 113 km² y su longitud es de 17,78 km.: 16 
En su desembocadura se encuentra el poblado de Huinay.

## Caudal y régimen
Según Fonk, todas las cuencas del fiordo Comau tienen un régimen pluvio-nival.: 16  Sin embargo, otro estudio considera al Lloncochaigua como un río sin glaciares ("a non-glaciated catchment") Para la misma publicación se midió el caudal del río y se obtuvo un promedio anual de 27,1 m³/s.: 49 

## Historia
Ramón Serrano Montaner menciona en su "Derrotero" de 1891 al río Loncochallhua:: 461 
Caleta i rio Loncochallhua.-Al S 72°E, del morro Comau i a 8.5 millas de él se abre la pequeña ensenada de Loncochallhua, con dos puntos propios para surjir con balandras i demás embarcaciones medianas. En el fondo de ella se vacia el rio de su nombre que viene del NE. por entre altas cordilleras. Algunos madereros i pescadores frecuentan esta desolada comarca.